# Bonnetina cyaneifemur
Bonnetina cyaneifemur là một loài nhện trong họ Theraphosidae.
Loài này thuộc chi Bonnetina. Bonnetina cyaneifemur được Vol miêu tả năm 2000.